# Pfannenbergturm
Der Pfannenbergturm ist ein 1934 errichteter und 19,69 m hoher Aussichtsturm auf dem Pfannenberg (Pfannenbergkopf oder Pfannenberg Kopf genannt). Er befindet sich nahe Eiserfeld im Stadtgebiet von Siegen im nordrhein-westfälischen Kreis Siegen-Wittgenstein (Deutschland).

## Geographische Lage
Der Pfannenbergturm steht 2,2 km südsüdöstlich des südlichen Siegener Stadtteils Eiserfeld auf dem Gipfel des Pfannenbergs, dem mit 499,2 m ü. NHN höchsten Berg der Stadt. Wenige Meter südlich vorbei am Turm verläuft über die Gipfelregion des Berges die Grenze zur Gemeinde Neunkirchen, dessen Ortsteil Salchendorf 2,3 km südsüdöstlich des Turms liegt.

## Geschichte

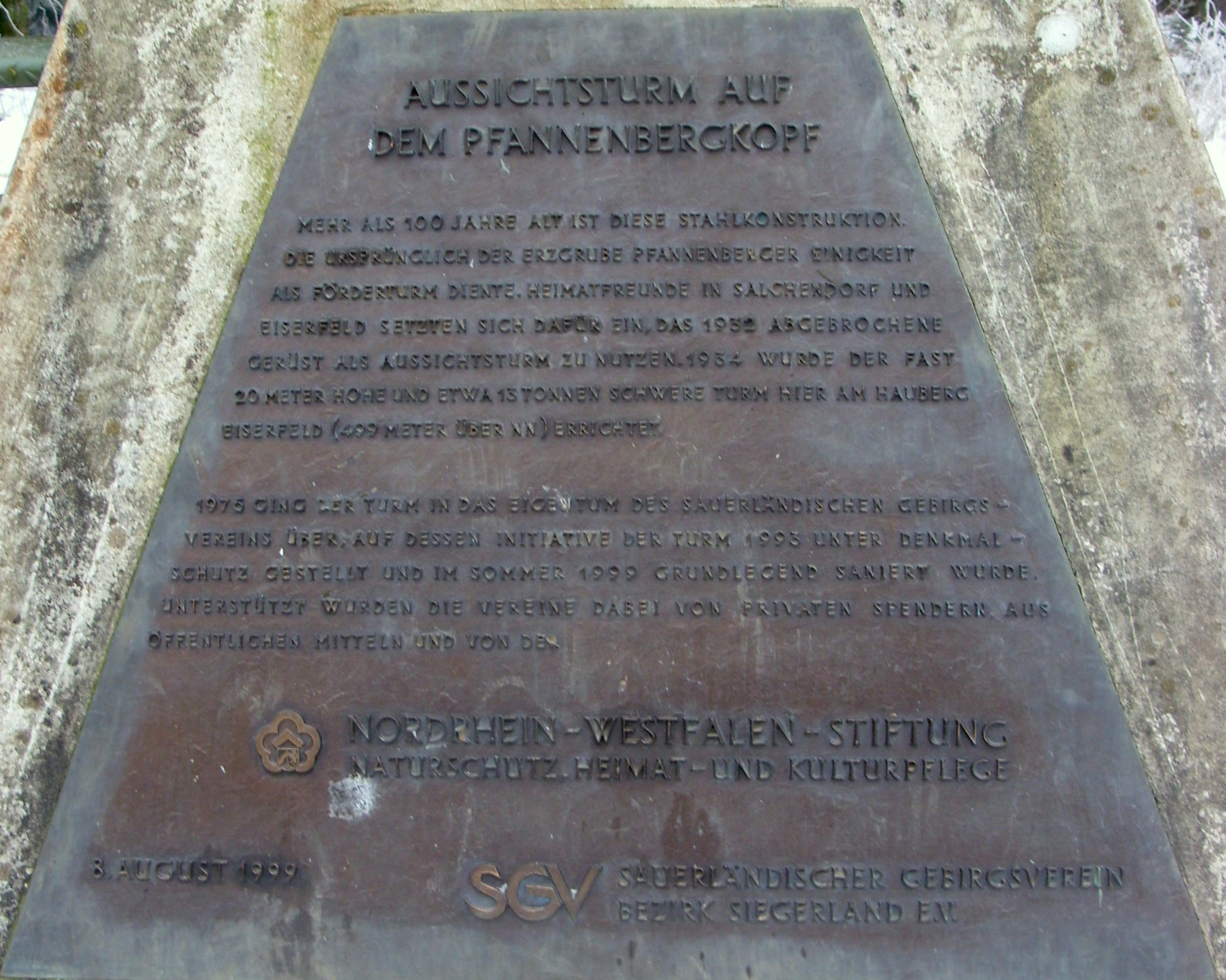
Informationstafel am Pfannenbergturm

Der Stahlfachwerkturm besteht aus einem ehemaligen Förderturm der Grube Pfannenberger Einigkeit in Salchendorf und wurde 1898 dort als Ersatz des alten Gerüstes erbaut. Nachdem im Jahr 1927 der Alte Schacht zusammengebrochen war, wurde das Gerüst 1932 abgebrochen. Nach am 21. August 1933 erteilter Genehmigung durch die Haubergsgenossenschaft Eiserfeld, die das Gelände auf dem Pfannenbergkopf zur Verfügung stellte, sowie der Erteilung des Bauscheins im Oktober 1933, wurde der 13 Tonnen schwere Turm 1934 an seiner heutigen Stelle als Aussichtsturm wieder aufgebaut und am 3. Juni 1934 unter großer Beteiligung der Bevölkerung eingeweiht.
In den folgenden Jahrzehnten war der Turm witterungsbedingt zunehmendem Verfall unter anderem durch Rostbefall ausgesetzt. Dies führte 1966 dazu, dass das Amt Eiserfeld die Nutzung untersagte. Unter hälftiger Kostenübernahme seitens der Stadt Eiserfeld und der Gemeinde Salchendorf fand eine Instandsetzung statt. Jedoch verfügte die Stadt Siegen 1975 eine abermalige Schließung des Turmes.
Der bis dahin im Eigentum der Heimatvereine Eiserfeld und Salchendorf befindliche Turm wurde, um die Finanzierung einer weiteren Sanierung gewährleisten zu können, am 10. Februar 1979 schließlich übertragen an den Sauerländischen Gebirgsverein (SGV), Bezirk Siegerland e. V. Die im Anschluss erfolgten Reparaturen führten dazu, dass bei einem Turmfest im Jahre 1984 dessen 50. Geburtstag gefeiert werden konnte.
Der Turm steht seit 1993 unter Denkmalschutz und wurde erneut im Jahr 1999 renoviert. Von den in einem Kostenvoranschlag kalkulierten Kosten der Reparatur in Höhe von 136.000 DM trug die Nordrhein-Westfalen-Stiftung (NRW-Stiftung) 80.000 DM. Am Sockel des Turms ist eine Bronzetafel der NRW-Stiftung angebracht, deren Inschrift über dessen Geschichte aufklärt.
2023 wurde der Turm den ursprünglichen Eigentümern, den Heimatvereinen Salchendorf und Eiserfeld übertragen. Um die Instandhaltungskosten stemmen zu können, werden seitdem Stufenpatenschaften auf der Internetseite des Heimatverein Salchendorf angeboten. Die Patenschaften werden mit Plaketten an den einzelnen Stufen und   einer Informationstafel symbolisiert. 

## Aussichtsmöglichkeiten
Von der Aussichtskanzel (518,69 m) des Turms können weite Teile des Siegerlands im Norden und Süden, des Rothaargebirges im Nordosten sowie des Westerwaldes im Süden überblickt werden. Bei guter Fernsicht ist das Siebengebirge und dort insbesondere der Drachenfels zu sehen.